# Sousoší svatého Jana Nepomuckého s anděly, svatého Floriána a svaté Barbory (Mnichovo Hradiště)
Sousoší svatého Jana Nepomuckého s anděly, svatého Floriána a svaté Barbory v Mnichově Hradišti v okrese Mladá Boleslav, je barokní sousoší na rampě pod mnichovohradišťským zámkem z poloviny 18. století. Od roku 1958 je chráněno jako kulturní památka.

## Historie
Sousoší vytvořil J. Jelínek kolem roku 1740. Mezi lety 1958–1962 proběhla restaurace sochařem Preclíkem. Ta však nebyla dokončena a v roce 1971 byl stav zachování památky označen za špatný. Originály soch sv. Floriána a sv. Barbory jsou uloženy v lapidáriu v kapli sv. Anny v Mnichově Hradišti.

## Popis
Sousoší na kamenném zábradlí nad svahem zakončuje perspektivu příjezdu od zámku. Na dvou kamenných stupních je v celkové délce 13,25 m umístěno pět stylobatů zdobených volutami, rocailem a lasturami.
Krajní podstavce nesou sochy sv. Floriána (se džberem vody nad hořícím domem) a sv. Barbory (E. Poche uvádí sv. Heleny) (s věží při levé noze) v nadživotní velikosti s hlavami směřujícími do středu sousoší. Vnitřní dvojice podstavců nesla kamenné vázy. Na centrálním podstavci, vyšším a mohutnějším, zakončeným oblounem a deskovým plintem, s přidanými pilíři nesoucími dvojici soch andělů, stojí ve výrazném kontrapostu socha sv. Jana Nepomuckého. Jeho hlava je otočena k nebi, a dynamice sochy přispívá i gesto zdvižené ruky.

## Galerie

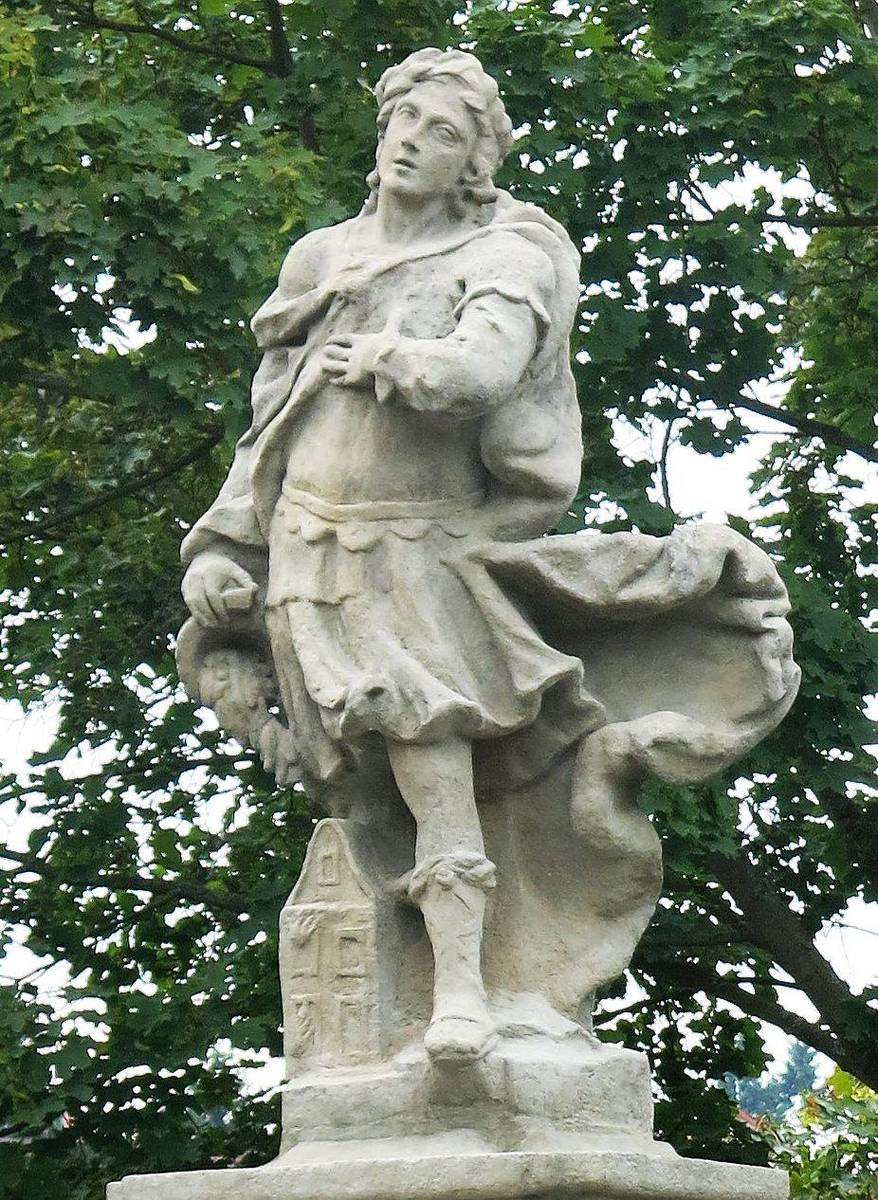
Socha sv. Floriána
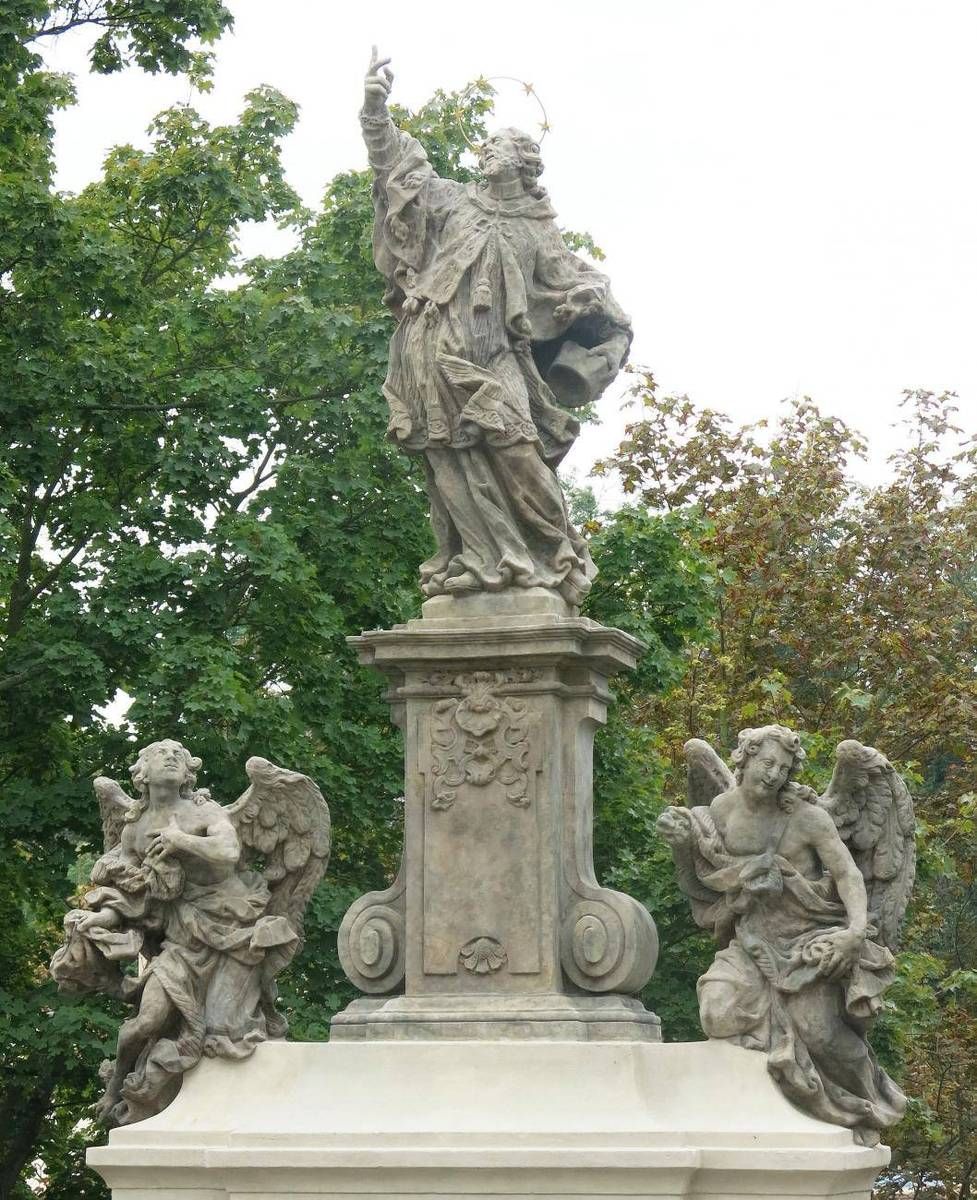
Centrální sousoší sv. Jana Nepomuckého s anděly
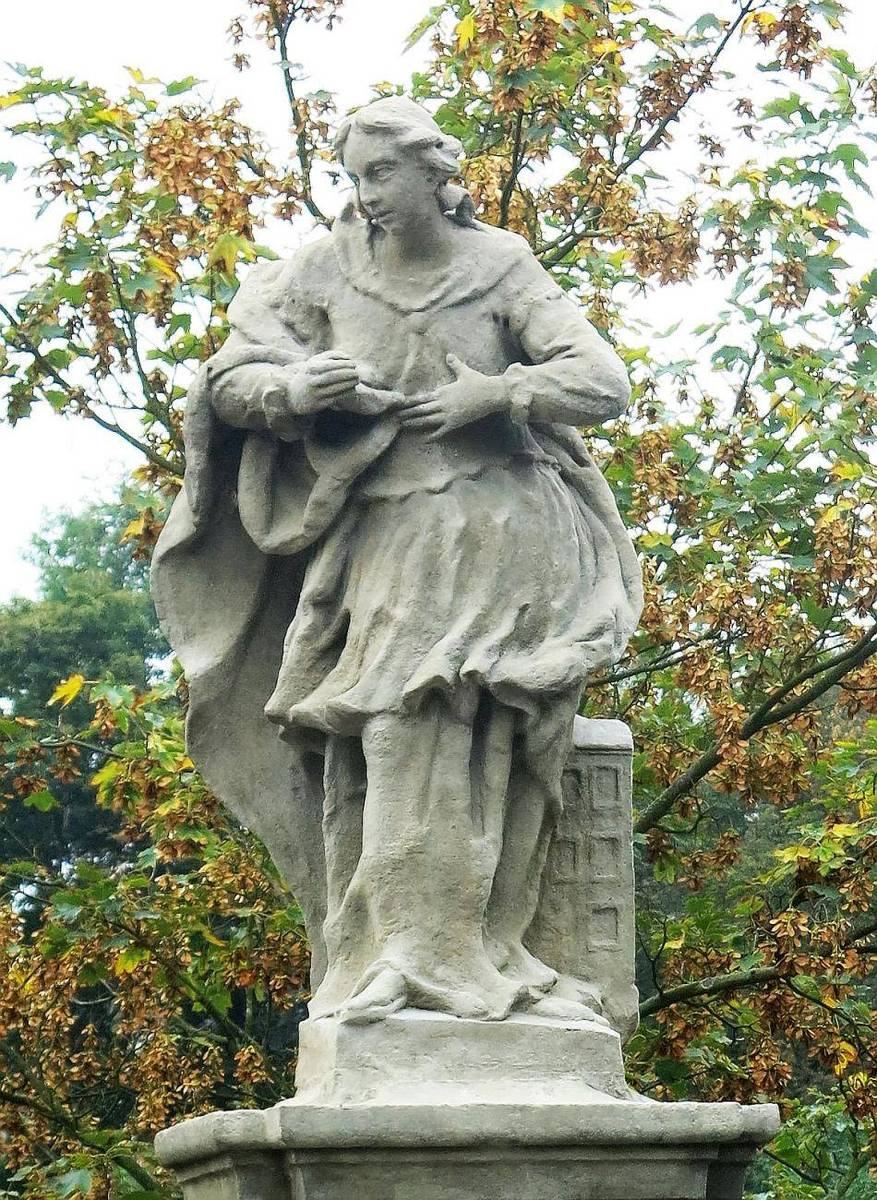
Socha sv. Barbory (nebo sv. Heleny)